# دراجة مدنية

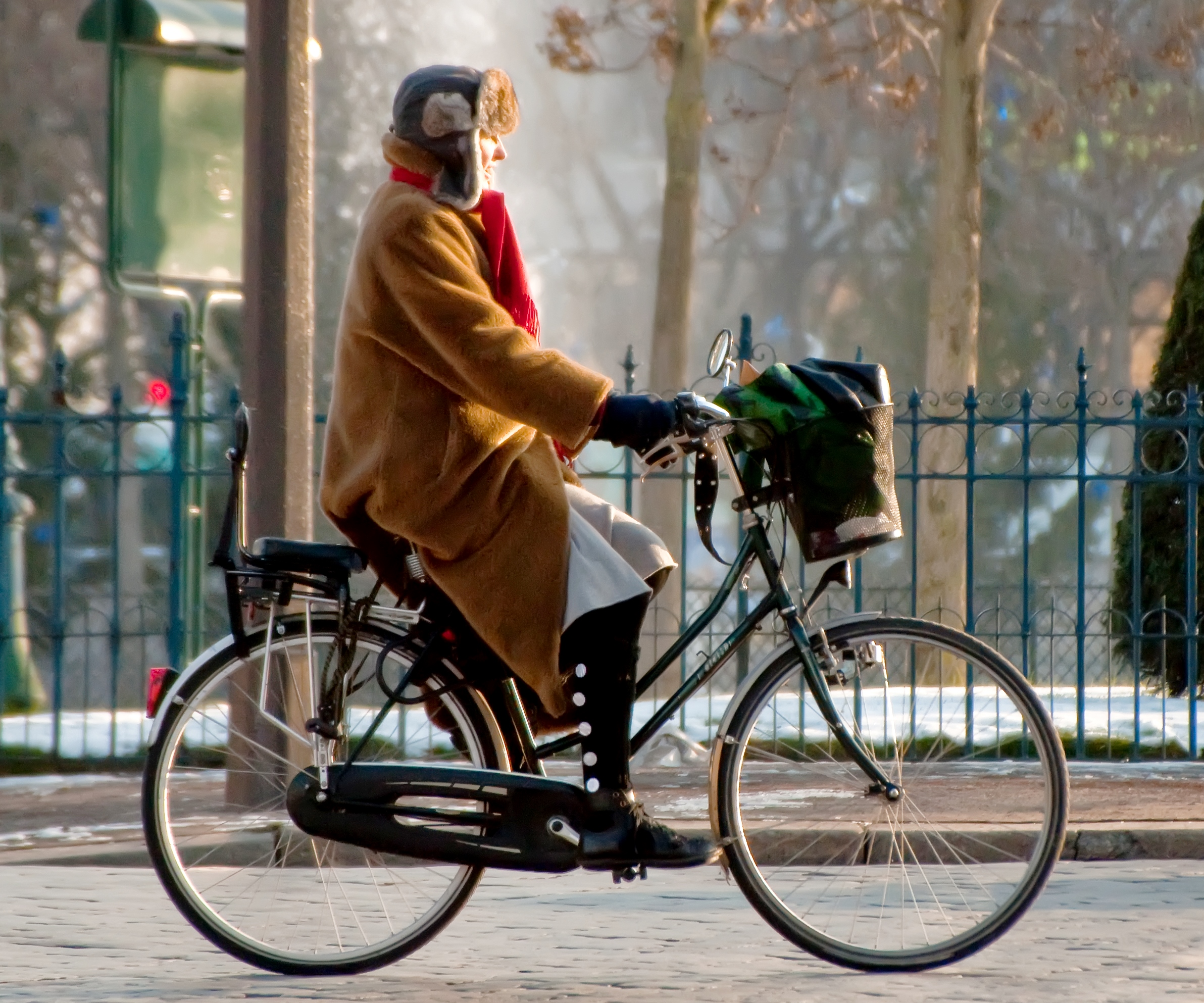
إمرأه تقود الدراجة المدنية في أوروبا.

دراجة مدنية (بالإنجليزية:City bicycle) أو دراجة المناطق السكانية، الدراجة المدينة الأوروبية، أو ببساطة دراجة المدينة، هي دراجة صممت للركوب القصير والمعتدل وبسرعه متوسطة في المناطق الحضرية التي تكون فيها الأرضية مسطحة نسبيًا. يعتبر هذا النوع من الدراجات هو الأكثر انتشارًا في العالم ولقد صممت بحيث تكون سهلة للركوب اليومي والتنقل وتكون مريحه للشخص الذي يرتدي ملابس عادية وأيضا تتحمل الدراجة الظروف الجوية المختلفة.